# Distretto di Chingalpo
Il distretto di Chingalpo è un distretto del Perù nella provincia di Sihuas (regione di Ancash) con 1.155 abitanti al censimento 2007 dei quali 542 urbani e 613 rurali.
È stato istituito il 14 giugno 1958.